# Amsacta rubricosta
Amsacta rubricosta är en fjärilsart som beskrevs av Moore 1872. Amsacta rubricosta ingår i släktet Amsacta och familjen björnspinnare. Inga underarter finns listade i Catalogue of Life.